# Krivaja (Prijedor)
Krivaja (szerbül: Криваја), falu Bosznia-Hercegovinában, Bosanska krajina területén, Prijedor községben, a Szerb Köztársaságban. 

## Fekvése
Bosznia-Hercegovina északnyugati részén, Banja Lukától légvonalban 29, közúton 37 km-re nyugatra, községközpontjától légvonalban 18, közúton 25 km-re délkeletre, 175 – 300 méteres tengerszint feletti magasságban, a Saničani-tótól délkeletre elterülő dombvidéken fekszik. Több településrészből áll.

## Népessége
| Nemzetiségi csoport | Népesség 1991 | Népesség 2013 |
| ------------------- | ------------- | ------------- |
| Szerb               | 994           | 631           |
| Bosnyák             | 0             | 0             |
| Horvát              | 3             | 5             |
| Jugoszláv           | 2             | 0             |
| Egyéb               | 15            | 4             |
| Összesen            | 1014          | 640           |

## Története
A település 1878-ig tartozott az Oszmán Birodalomhoz, ekkor a berlini kongresszus határozata alapján az Osztrák-Magyar Monarchia része lett. 1910-ben a Prijedori járáshoz tartozó településen 125 háztartást, 837 ortodox, 18 görög katolikus és 8 római katolikus lakost találtak.
A monarchia szétesésével 1918-ban előbb a Szerb-Horvát-Szlovén Királyság, majd 1929-től a Jugoszláv Királyság része. 1921-ben a községnek 151 háztartása és 855 lakosa volt. Jugoszlávia megszállása után a falu a Független Horvát Állam (NDH) része lett. 
1945-től a település a szocialista Jugoszlávia része volt, 1963-ig Omarska községhez tartozott. A boszniai háború idején a település a Boszniai Szerb Köztársaság része volt. A daytoni békeszerződést követő területfelosztásnál a település Prijedor község részeként a Szerb Köztársaság területéhez került.

## Nevezetességei
- Szent Petka tiszteletére szentelt pravoszláv temploma